# Sassoferrato (schilder)

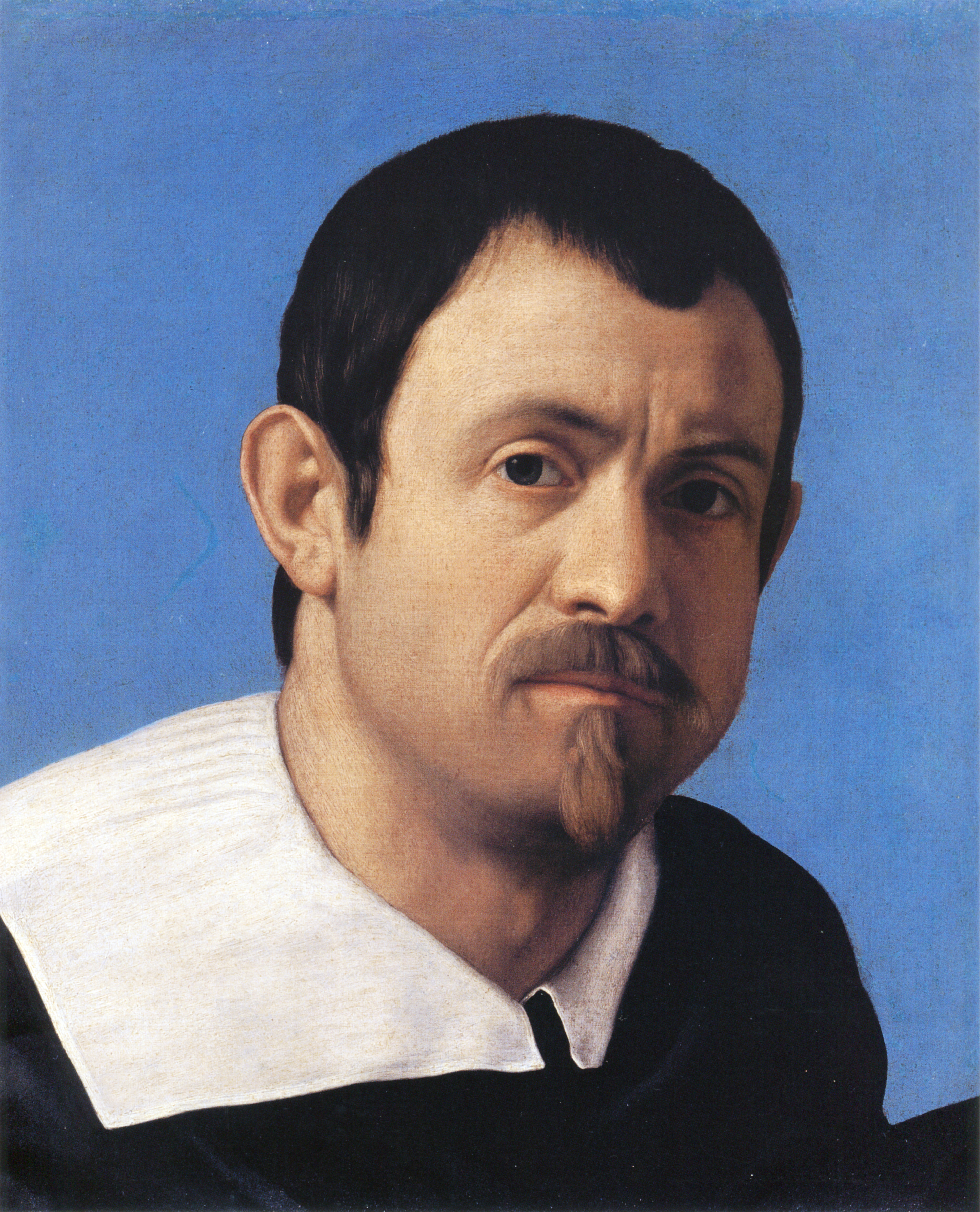
Sassoferrato, zelfportret, circa 1650

Giovanni Battista Salvi da Sassoferrato, doorgaans kortweg Sassoferrato (Sassoferrato, 1609 - Rome, 8 april 1685) was een Italiaans kunstschilder. Hij wordt gerekend tot de Barok.

## Leven en werk
Sassoferrato, genaamd naar zijn geboortestad, werd waarschijnlijk opgeleid door zijn vader, die ook kunstschilder was. Hij werd sterk beïnvloed door vijftiende-eeuwse kunstschilders als Guido Reni en vooral Rafaël. Nadat hij op 21-jarige leeftijd een aantal schilderijen had gekopieerd voor de Benedictijner abdij in Perugia kwam hij in contact met een Franciscaanse broederschap in Rome, waar hij zich vestigde. Hij zou er de rest van zijn leven blijven wonen en werken,
Met uitzondering van enkele portretten van kerkelijke hoogwaardigheidsbekleders en een zelfportret, maakte Sassoferrato vooral devotiestukken, vooral madonna's en vrouwenheiligen, bestemd voor de verkoop aan pelgrims en andere opdrachtgevers. Ook schilderde hij een altaarstuk voor de Dominicanerkerk Santa Sabina te Rome, waar het een werk van Rafael moest vervangen dat door de paters aan een verzamelaar was verkocht.
Het oeuvre van Sassoferrato wordt gerekend tot de Barok. Veel van zijn werken worden wel bestempeld als sentimenteel, maar zijn geschilderd met een buitengewone technische vaardigheid, vaak met een emailachtige afwerking. Exemplarisch is zijn De maagd in gebed (1640-1650), National Gallery), waarbij de ultramarijne sluier van Maria de ruimte van de toeschouwer lijkt binnen te dringen, deze oproepend tot gebed.
Sassoferrato liet ruim 300 portretten na en een groot aantal andere worden toegeschreven aan mensen uit zijn atelier. Zijn werk is te zien in tal van grote musea, waaronder het Louvre, het Metropolitan Museum of Art, het Museo Nacional del Prado, de National Gallery en het Rijksmuseum.

## Galerij

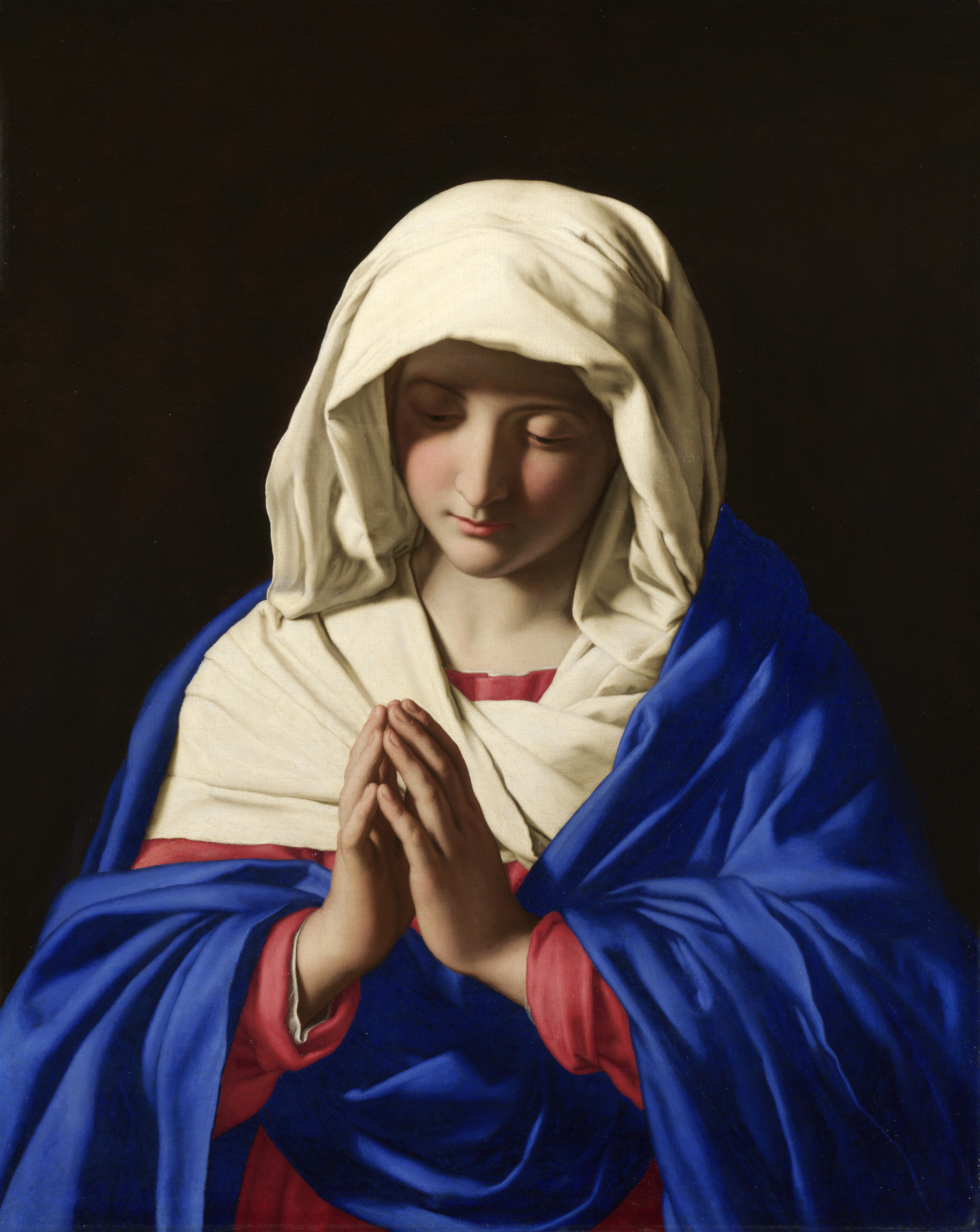
De maagd in gebed, National Gallery
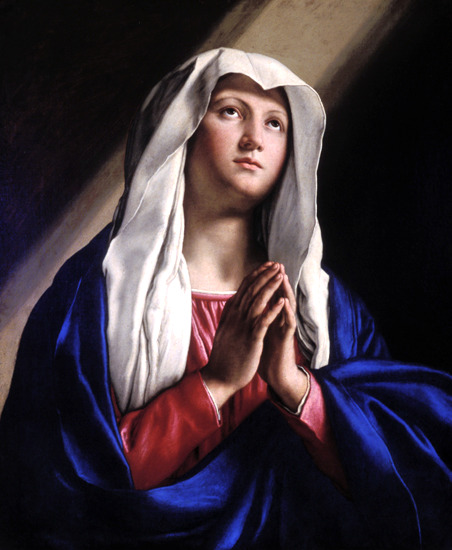
Madonna in gebed
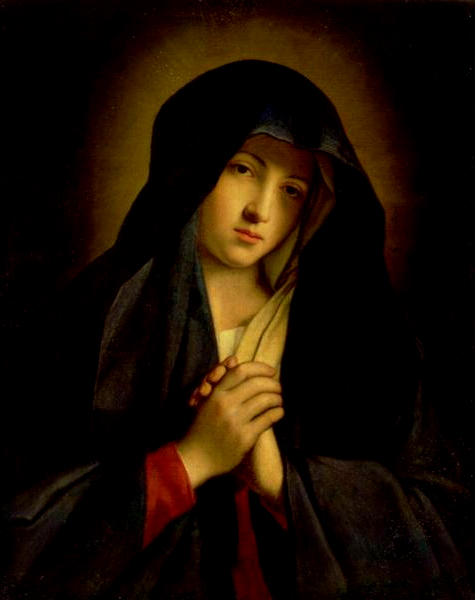
Madonna in de rouw
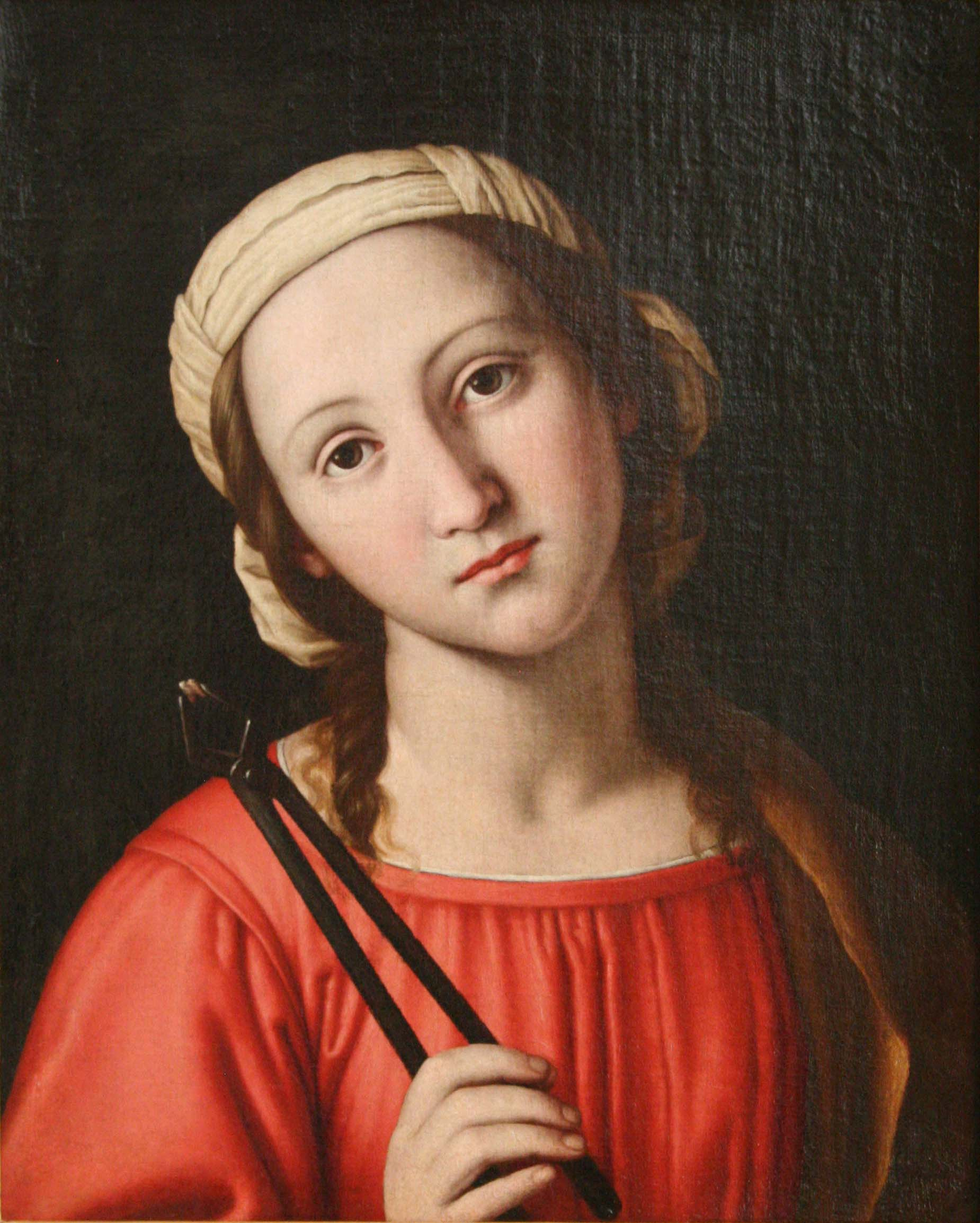
Sint Appoline
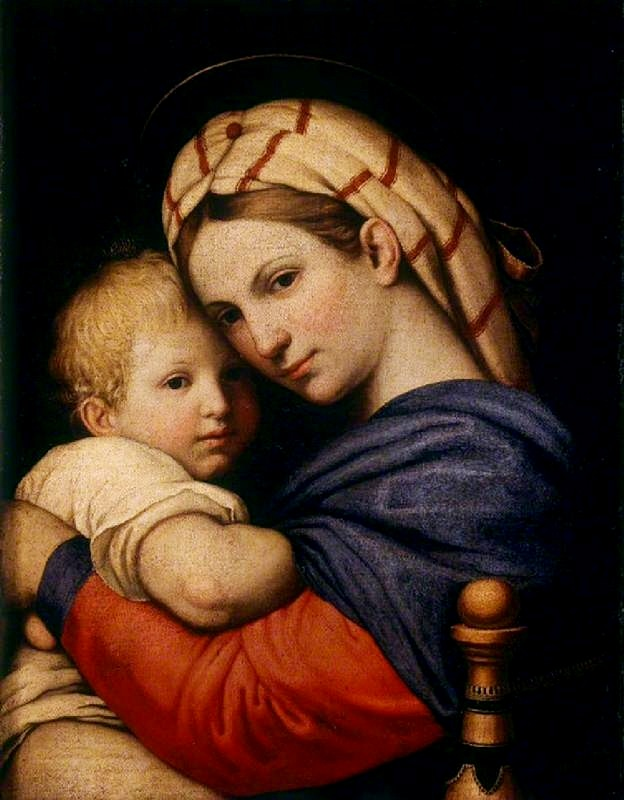
Madonna en kind
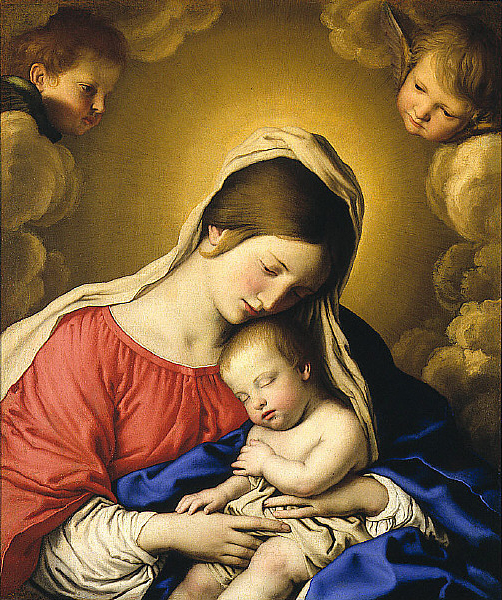
Madonna en kind
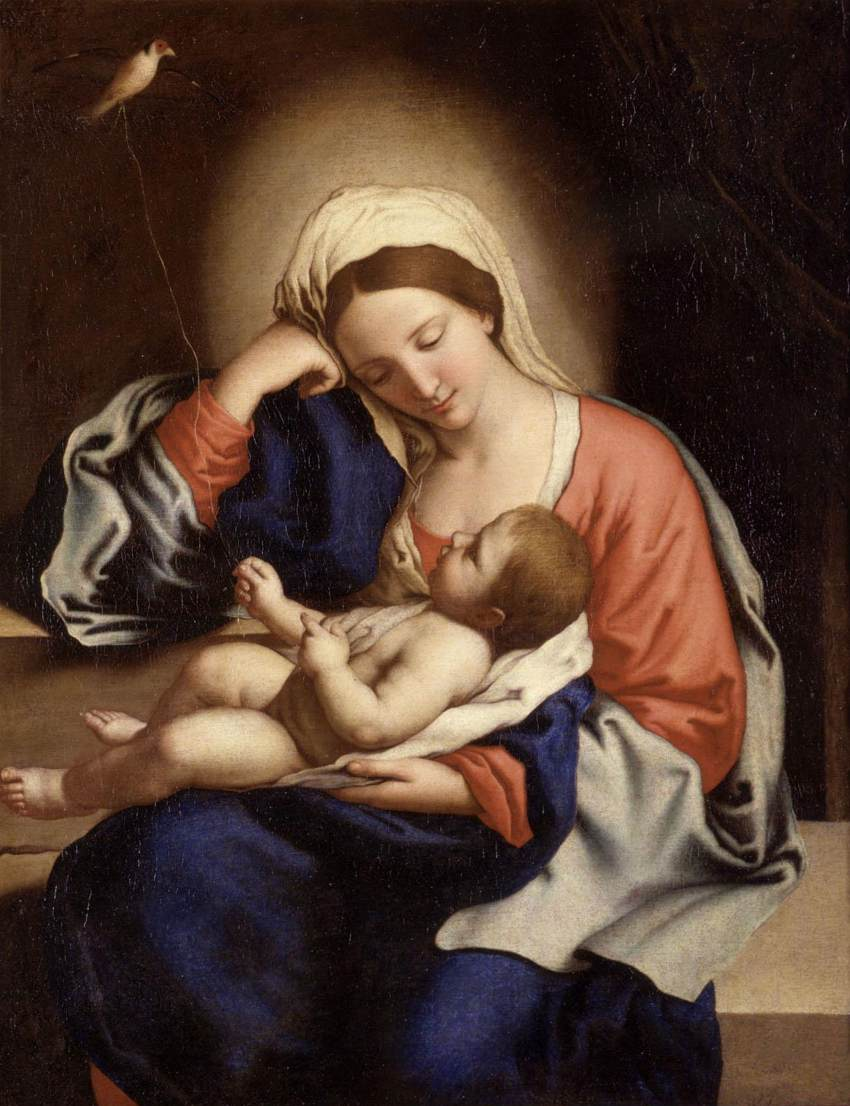
Madonna en het christuskind
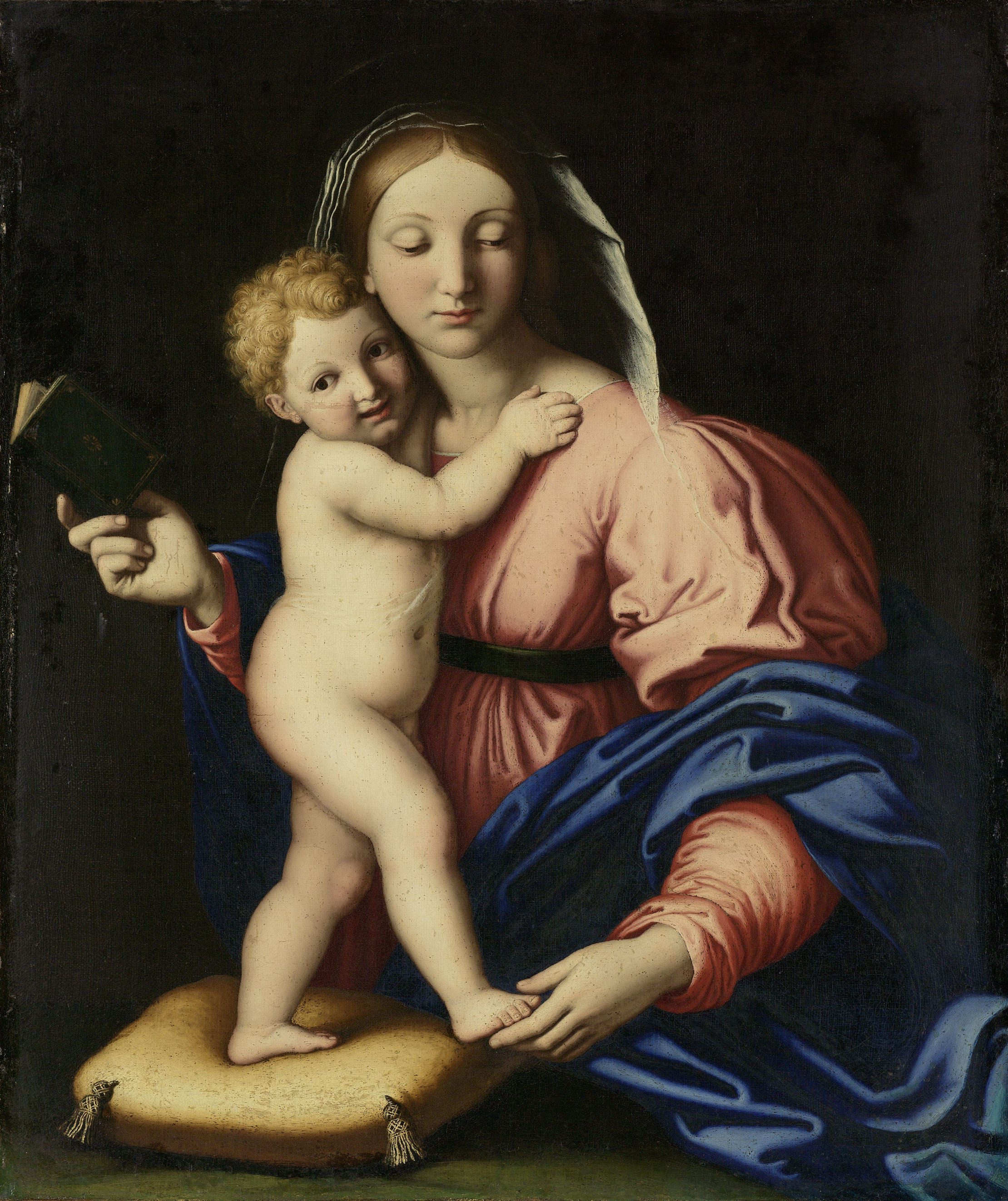
Madonna met kind, Rijksmuseum